# USS Tarawa (CV-40)
USS Tarawa (CV-40) (także CVA-40, CVS-40) – lotniskowiec United States Navy typu Essex z przedłużonym kadłubem (podtyp Ticonderoga). Służył przede wszystkim na Pacyfiku. Wycofany ze służby w okresie 30 czerwca 1949 – 3 lutego 1951. Na przełomie 1954–1955 przebudowany na lotniskowiec ZOP.

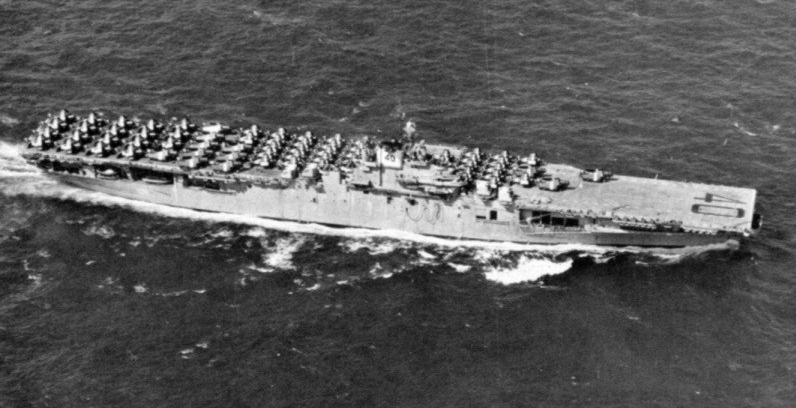
USS "Tarawa" w drodze w 1946 roku

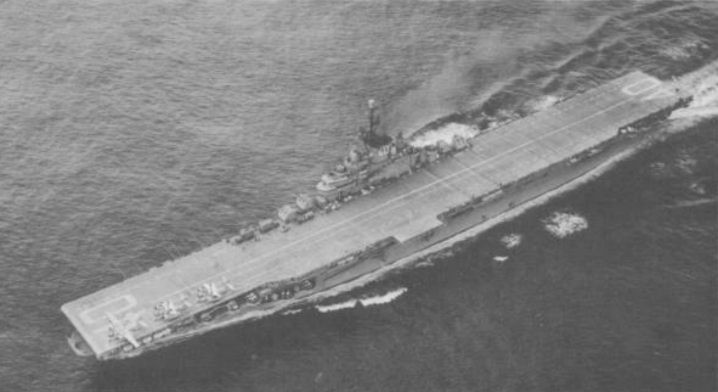
USS "Tarawa" podczas operacji "Argus" na Południowym Atlantyku, wrzesień 1958 roku